# 堀河康胤
堀河 康胤（ほりかわ やすたね）は、江戸時代前期の公卿。右兵衛督・堀河親具の子。官位は従二位・権中納言。

## 経歴
祖父の高倉永家から分かれた父の親具からさらに分かれて堀河家を起こした。慶長7年（1602年）に叙爵。元和5年（1619年）、後水尾天皇側近としておよつ御寮人事件に連座し中御門宣衡・土御門久脩と共に出仕停止となった。その後は侍従・左兵衛権佐・左近衛少将・左近衛中将などを歴任。寛永7年（1630年）に従三位となり、公卿に列した。
左衛門督・参議・踏歌節会外弁を経て、寛文3年（1663年）権中納言に叙任されたが、同年に辞職して72歳で出家した。

## 系譜
- 妻：不詳
  - 男子：堀河信親
  - 男子：堀河則康
  - 女子：樋口信康正室